# Kaempferia simaoensis
Kaempferia simaoensis är en enhjärtbladig växtart som beskrevs av Y.Y.Qian. Kaempferia simaoensis ingår i släktet Kaempferia och familjen Zingiberaceae. Inga underarter finns listade i Catalogue of Life.